# فانارد
فانارد (بالفرنسية: Vanard)‏ هي بلدة تقع في سانت لوسيا في حي كاستريس.